# Gissey-sous-Flavigny
 Gissey-sous-Flavigny  es una población y comuna francesa, en la región de Borgoña, departamento de Côte-d'Or, en el distrito de Montbard y cantón de Venarey-les-Laumes.

## Demografía
| 157 | 136 | 122 | 102 | 93 | 100 |
| Para los censos de 1962 a 1999 la población legal corresponde a la población sin duplicidades (Fuente: INSEE [Consultar]) |     |     |     |    |     |